# Pato Darkwing (videojuego para celular)
Darkwing Duck es un videojuego de plataformas para Teléfonos móviles, desarrollada por Disney Mobile Studios. Fue lanzada en 27 de agosto de 2010 en Estados Unidos para el responsable del Lanzamiento de las historietas de Boom! Studios. Es un producto único, pero se inspira en el videojuego de NES y el de TurboGrafx-16 en términos de estructura y movimiento de personajes.